# Hermann Müller (Politiker, 1935)
Hermann Müller (* 17. Oktober 1935 in Fachbach; † 31. Dezember 2013 in Wiesbaden) war ein deutscher Politiker (CDU) und von 1978 bis 2002 Bürgermeister von Idstein.

## Leben
Hermann Müller war von 1960 bis 1964 Mitglied des Kreistages des Untertaunuskreises und anschließend von 1964 bis 1974 Mitglied des Kreisausschusses des Untertaunuskreises. Ab 1971 war er Vorsitzender der CDU-Fraktion. Zwischen 1968 und 1974 war er darüber hinaus Mitglied der Vertreterversammlung der Planungsgemeinschaft Rhein-Main-Taunus. Ab 1989 war er Mitglied des Kreistages des Rheingau-Taunus-Kreises.
1973 bis 1978 arbeitete er als hauptamtlicher Erster Stadtrat der Stadt Limburg an der Lahn.
Von 1972 bis 1974 war er Stadtverordneter und Fraktionsvorsitzender der CDU in Idstein. 1978 wurde er durch die Stadtverordnetenversammlung zum hauptamtlichen Bürgermeister der Stadt Idstein gewählt. Dieses Amt hatte er 24 Jahre inne und wurde drei Mal (zunächst durch die Stadtverordnetenversammlung, dann in Direktwahl durch die Bürger) wiedergewählt. Sein Nachfolger als Bürgermeister wurde Gerhard Krum (SPD).